# Cyphostemma niveum
Cyphostemma niveum är en vinväxtart som först beskrevs av Ferdinand von Hochstetter, och fick sitt nu gällande namn av Descoings. Cyphostemma niveum ingår i släktet Cyphostemma och familjen vinväxter. Inga underarter finns listade i Catalogue of Life.